# Sejm krajowy
Sejm krajowy (niem. Landtag) – jednoizbowy sejm prowincjonalny istniejący w latach 1861–1918 w każdym kraju koronnym Cesarstwa Austriackiego (od 1867 – w austriackiej części Austro-Węgier, tj. Przedlitawii).
Instytucja sejmów krajowych, nawiązująca do istniejących w prowincjach austriackich landtagów rozwiązanych w okresie Wiosny Ludów (i przewidzianych w konstytucji marcowej z 1849, która jednak nie weszła w życie) została przewidziane w wydanym w 1860 dyplomie październikowym. Zgodnie z jego postanowieniami miały się zajmować wszelkimi sprawami o charakterze lokalnym, niezastrzeżonymi wprost do kompetencji Reichsratu. Te bardzo szerokie kompetencje zostały jednak ograniczone zanim jeszcze sejmy się zebrały – wydany w 1861 patent lutowy stanowił, iż sejmy krajowe będą się zajmować wyłącznie sprawami lokalnymi, wyraźnie tym sejmom przyznanymi (w sprawach lokalnych wprost niewskazanych, decyzje podejmował wiedeński Reichsrat). Oznaczało to, że mogły one stanowić prawo lokalne tylko w kwestiach szkolnych, społecznych i gospodarczych (ustalanie i wykonywanie budżetu kraju koronnego oraz ustalanie podatków lokalnych w ograniczonej wysokości), a każda ustawa sejmowa wymagała sankcji cesarskiej. Sejmy miały ponadto prawo składania wniosków rządowych w celu zmian lub wydania nowych ustaw ogólnopaństwowych oraz prawo wyrażenia swego zdania w odpowiedzi na pytanie rządu centralnego. Cesarz wyznaczał też spośród członków sejmu jego marszałka (w krajach większych marszałka krajowego, w mniejszych starosty ziemskiego lub prezydenta sejmu), który jednocześnie przewodniczył zarządowi krajowemu, wybranemu przez sejm. Do 1873 do sejmów krajowych należało także prawo wyboru ze swych składów członków Izby Poselskiej Rady Państwa, później jej członkowie pochodzili z wyborów bezpośrednich.
Wskutek reformy Cesarstwa Austriackiego i powołania w 1867 Austro-Węgier sejmy krajowe utrzymały się tylko w krajach tzw. Przedlitawii. Konstytucja grudniowa stanowiąca podstawę jej ustroju zmieniła położenie sejmów krajowych, przyznając im prawo decyzji w każdej ze spraw lokalnych niezastrzeżonych do kompetencji Rady Państwa. Jednocześnie jednak rozszerzyła kompetencje Reichsratu tak dalece, że zakres działania sejmu krajowego praktycznie nie uległ zmianie. W latach późniejszych zakres kompetencji poszczególnych sejmów jednak rozszerzano (m.in. już wkrótce po 1867 powiększono kompetencje w sprawach językowych sejmów w Czechach, Galicji i Dalmacji).
Sposób urządzenia sejmów i prawo wyborcze do nich, ustalone w ordynacjach dołączonych do patentu lutowego – choć wszędzie podobne – różniły się w poszczególnych krajach koronnych w szczególności w zestawieniach liczbowych (np. długość kadencji – w Górnej Austrii wynosiła 6 lat, w pozostałych krajach 5 lat; różnice były w podziale mandatów między kurie, ilości wirylistów itp.) i podlegały ewolucji w czasie ich istnienia. W wyborach do sejmów krajowych obowiązywał cenzus majątkowy i system kurialny (istniały 4 kurie: wielkiej własności ziemskiej, izb przemysłowo-handlowych, miast oraz gmin, w których waga głosu była różna, dająca przewagę najbogatszym; ponadto w sejmach zasiadali wiryliści – np. dostojnicy kościelni czy rektorzy uniwersytetów). W przeciwieństwie do systemu wyborczego do Rady Państwa, demokratyzacja ordynacji wyborczej do sejmów krajowych przebiegała dużo wolniej – reformy dokonywały się tylko w części krajów koronnych, w żadnym z nich nie zlikwidowano systemu kurialnego, wprowadzano co najwyżej piątą kurię, powszechną.
Obrady sejmów koronnych były publiczne. Toczyły się w językach urzędowych tych sejmów:
- w Dolnej Austrii, Górnej Austrii, Salzburgu, Styrii, Karyntii, Vorarlbergu i na Śląsku – w języku niemieckim;
- w Czechach i na Morawach – w języku niemieckim i czeskim;
- w Krainie – w języku niemieckim i słoweńskim;
- w Tyrolu – w języku niemieckim i włoskim;
- w Trieście, Istrii oraz Gorycji i Gradysce – w języku włoskim;
- w Dalmacji – w języku włoskim i chorwackim;
- w Galicji – w języku polskim i ukraińskim;
- na Bukowinie – w języku niemieckim, ukraińskim i rumuńskim.

## Lista sejmów krajowych
- Sejm Krajowy Królestwa Czech
- Sejm Krajowy Królestwa Dalmacji
- Sejm Krajowy Królestwa Galicji i Lodomerii z Wielkim Księstwem Krakowskim
- Sejm Krajowy Arcyksięctwa Austrii poniżej Anizy
- Sejm Krajowy Arcyksięstwa Austrii powyżej Anizy
- Sejm Krajowy Księstwa Salzburgu
- Sejm Krajowy Księstwa Styrii
- Sejm Krajowy Księstwa Karyntii
- Sejm Krajowy Księstwa Krainy
- Sejm Krajowy Księstwa Bukowiny
- Sejm Krajowy Margrabstwa Moraw
- Sejm Krajowy Księstwa Górnego i Dolnego Śląska
- Sejm Krajowy Uksiążęconego Hrabstwa Tyrolu
- Sejm Krajowy Kraju Przedarulanii
- Sejm Krajowy Margrabstwa Istrii
- Sejm Krajowy Uksiążęconego Hrabstwa Gorycji i Gradyski
- Sejm Krajowy Miasta Triestu z jego okręgiem (jego rolę pełniła Rada miejska Triestu)

## Literatura
- Stanisław Grodziski, Sejm Krajowy galicyjski 1861-1914, Warszawa 1993, ISBN 83-7059-052-7.
- Henryk Wereszycki, Historia Austrii, Wrocław 1986.
- Oswald Balzer, Historya ustroju Austryi w zarysie, Lwów 1899.
- Franciszek Ksawery d’Abancourt de Franqueville, Era konstytucyjna Austro-Węgierskiej Monarchii od 1848 do 1881 r. omówiona z uwzględnieniem walki autonomistów z centralistami, Kraków 1881.